# فرانک دیوید گاویریا
فرانک دیوید گاویریا گاریزادو (زاده ۱۱ ژوئن ۲۰۰۱) یک فوتبالیست حرفه‌ای کلمبیایی می‌باشد که در حال حاضر برای ریو گرانده ولی بازی می‌کند.